# عصب
العصب هو حزمة داخلية من شعيرات دقيقة مرتبطة عبر المحاور العصبية مسؤولة عن نقل الإشارات بين الجهاز العصبي المركزي والأعضاء المختلفة. تقوم الأعصاب الموردة بنقل الإشارات من الأعضاء المختلفة إلى الجهاز العصبي المركزي، فيما تقوم الأعصاب المصدرة بنقل الإشارات من الجهاز العصبي المركزي إلى العضلات والغدد المختلفة. (وهناك الأعصاب المختلطة وهي التي تنقل السيالة العصبية الحسية من الجسم إلى الدماغ والسيالة العصبية الحركية من الدماغ إلى بقية أعضاء الجسم أي ما يشابه الفعل وردة الفعل). تتكون الشعيرات العصبية التي تكون الأعصاب من محاور الخلايا العصبية (عصبونات)، بينما يكون جسم الخلية العصبية نفسه موجوداً داخل الجهاز العصبي المركزي أو في تجمعات عصبية تعرف بالعقد العصبية. أما مجموعة الأعصاب في الكائن الحي فهي تشكل الجهاز العصبي المحيطي.

## علم الأعصاب
يهتم علم الأعصاب بكيفية تنظيم وعمل الجهاز العصبي في الإنسان والحيوانات الأخرى. وقد استخدمَ هذا الفرع من علوم الأحياء وسائل عدة ونماذج مختلفة من الحيوانات في تقدمه على مر السنين، ومن أهم الأسئلة التي أجيبت خلال القرن الماضي تتعلق بكيفية نقل الخلايا العصبية (العصبونات) في الجهاز العصبي للإشارات الحسية، لإعطاء الحيوانات معلومات عن البيئتين الخارجية والداخلية للحيوان، إضافة إلى كيفية تبادل هذه الوحدات الإشارات فيما بينها لتحليل هذه المعلومات في الجهاز العصبي المركزي، وأخيرًا كيف تنقل هذه الوحدات ناتج التحليل العصبي إلى الأعضاء الفاعلة في الجسم مثل العضلات والغدد.
وبالرغم من أن فهم علميات التواصل هذه -التي تشكل فعليًا الأساس للمهام العصبية والسلوكية- اعتمد على المعلومات التشريحية، والفيزيولوجية، والكيميائية الحيوية والتي تم الحصول عليها من الكثير من الباحثين، فقد كان الرائدون في فهم كيفية نقل المعلومات لمسافات طويلة عن طريق جهد الفعل (action potential) هم ألان هودجكن Alan Hodgkin، وأندرو هكسلي Andrew Huxley، وبيرنارد كاتز Bernard Katz الذي بين عمله كيف تنقل المشابك العصبية (synapses) المعلومات من عصب إلى آخر وإلى الخلايا المؤثرة، وستيفن كافلير Stephen Kuffler الذي ساهم في كلا العملين السابقين وشارك بشكل جوهري في فهم كيفية قيام المستقبلات الحسية الطرفية ببدء جهد الفعل عن طريق الاستجابة لطاقةٍ من مصادر مختلفة من البيئة.  كما قامت التقنيات الكيميائية الحيوية وتقنيات الوراثيات الجزيئية (molecular genetic) بإكمال هذه الدراسات الفيزيولوجية في غالبها، ابتداءً باكتشاف الأعداد المتزايدة من النواقل العصبية المستخدمة في المشابك الكيميائية، وصولًا إلى القنوات الأيونية التي تُفَعَّل عن طريق هذه النواقل بالإضافة إلى القنوات الأيونية المسؤولة عن توصيل جهد الفعل. بالإضافة إلى تثبيت وتوسيع نتائج الفيزيولوجيا الكهربائية بشكل كبير، فقد أثارت هذه المعرفة وفرة في علوم الأعصاب ذات المنحى السريري، والتي تهدف إلى فهمٍ وعلاجٍٍ أفضلَ للأمراض العصبية وغيرها بوساطة علم محسّن للأدوية الجزيئية.
وباستخدام الإشارات الكهروكيميائية (جهود المستقبل receptor potentials، جهود الفعل action potentials، والجهود المشبكية synaptic potentials) يقوم الدماغ وباقي الجهاز العصبي بعمليات ذات نطاق واسع جدًا، فبالإضافة إلى مهام الجهاز العصبي التنظيمية (الاستتبابية) والأساسية في كل الحيوانات الفقارية واللافقارية، فإن الدماغ في الإنسان، والرئيسيات غير البشرية، وبدرجات مختلفة الحيوانات الأخرى ذات الدماغ عالي التطور، يمتلك قدرات إضافية يتم الإشارة إليها بشكل تقريبي على أنها «مهام معرفية» (cognitive functions). وتشمل هذه المهام الإدراك، والانتباه، والتعلم والذاكرة، والعواطف، والعرض الترميزي (symbolic representation)، واتخاذ القرارات، والمنطق، وحل المشاكل، والوعي. كما تمتلك مثل هذه القدرات أهمية خاصة، حيث إنها تتواجد في مركز فهمنا لطبيعة الجنس البشري، وتاريخه، ومستقبله. إلا أنه –وحتى بضعة عقود سابقة- لم يتناول علم الأعصاب التقليدي هذه الموضوعات، وذلك بشكل أساسي بسبب عدم وجود أدوات يمكن استخدامها في دراسة هذه المواضيع، إذ تم ترك هذه المهام للعلوم النفسية مع بعض الاستثناءات.

## التشريح
الأعصاب تقسم حسب اتجاه الإشارات التي تقوم بنقلها إلى ثلاث مجموعات هي:
- الأعصاب الصاعدة تقوم بنقل الإشارات من المستقبلات الحسية عبر عصب حسي إلى الجهاز العصبي المركزي، مثال: المستقبلات التي توجد في الجلد.
- الأعصاب النازلة تقوم بنقل الإشارات من الجهاز العصبي المركزي عبر عصب حركي إلى العضلات والغدد.
- الأعصاب المختلطة تقوم بنقل الإشارات الحسية من المستقبلات الحسية عبر عصب حسي إلى الجهاز العصبي المركزي، وفي الوقت نفسه تقوم بنقل الإشارات من الجهاز العصبي المركزي عبر عصب حركي إلى العضلات (الأعضاء الهدف).

وهناك تقسيم آخر للأعصاب حسب مكان اتصالها بالجهاز العصبي المركزي:
- الأعصاب الشوكية وتقوم بتغذية أغلب الجسم وترتبط بالحبل الشوكي من خلال العمود الفقري.

- الأعصاب القحفية وتقوم بتغذية الرأس وأجزاء من العنق وتتصل بالدماغ مباشرة.

## سرعة جهد الفعل
جهد الفعل هو مسمى آخر للسيال العصبي، والسيال العصبي هو شحنه كهربائية تنتقل على طول الخلية العصبية وينتج السيال عن مؤثر كاللمس أو عن صوت.
العصب يقوم ينقل المعلومة على شكل نبضات كهروكيميائية (سيال عصبي، جهد الفعل). هذه النبضات سريعة جدا تصل سرعتها إلى 120 م\ث. تنتقل النبضات من عصبون إلى آخر عن طريق المشابك العصبية.

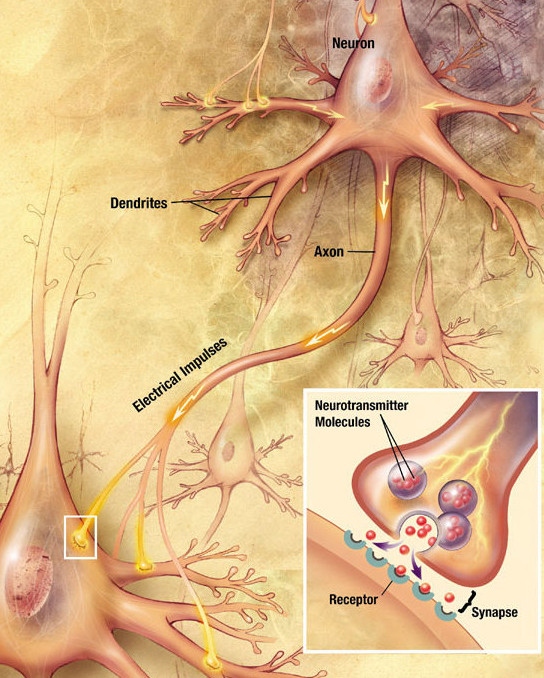

سرعة جهد الفعل في انتقاله من عصبون إلى آخر تختلف، فالعديد من محاور الخلايا العصبية مغلفة بمواد دهنية تسمى الميلين، وهي تشكل طبقة عازلة حول المحور تسمى الغمد الميليني (النخاعي).
وهنالك العديد من الاختناقات على طول المحور تسمى العقد، لا تستطيع ايونات الصوديوم والبوتاسيوم (السيال العصبي) الانتشار عبر الغمد الميليني، ولكنها تستطيع ان تصل إلى الغشاء البلازمي عند هذه العقد. ويسمح هذا الأمر لجهد الفعل بالانتقال الوثبي من عقدة لأخرى، مما يساعد على زياده سرعة نقل السيال العصبي على طول المحور.
يحتوي جسم الإنسان على خلايا عصبية ميلينه وأخرى غير ميلينه. فالخلايا العصبية الميلنه خلقها الله تعالى لكي تنقل السيال العصبي المتعلق بالألم الحاد. أما الخلية العصبية غير الميلينه فتنقل السيال العصبي المتعلق بالألم الخفيف النابض.
الأعصاب يمكن تقسيمها حسب وظيفتها إلى مجموعتين هما:
- أعصاب حسية تقوم بنقل المعلومات الحسية من المستقبلات إلى الجهاز العصبي المركزي لكي يتم تحليلها ومعالجتها هناك وهي ذاتها الأعصاب الصاعدة.
- أعصاب حركية تقوم بنقل الإشارات والأوامر الصادرة من الجهاز العصبي المركزي إلى العضلات وهي ذاتها الأعصاب النازلة.[4][5]

## تصنيف الجهاز العصبي
يتكون الجهاز العصبي من الجهاز العصبي المركزي، والجهاز العصبي الطرفي، والجهاز العصبي الذاتي.

### الجهاز العصبي المركزي
يتكون من الدماغ، والحبل أو النخاع الشوكي، ويعتبر العصب القحفي الأول والثاني (العصب الشمي والبصري) من الجهاز العصبي المركزي.
يتكون الدماغ من الدماغ الأمامي والمتوسط والخلفي (وهذه تقسيمة تعتمد على أصل مكونات الدماغ جنينياً)
أمّا تشريحياً فيمكن ترتيب مكونات الدماغ كالتالي:
يتكون الدماغ من الدماغ الأمامي (الدماغ الانتهائي والبيني) وجذع الدماغ والمخيخ.
يتكون جذع الدماغ من الدماغ المتوسط، والجسر، والنخاع المستطيل.
الدماغ الخلفي يطلق على المخيخ والجسر والنخاع المستطيل.
يعتبر جذع الدماغ قناة وصل بين جميع مكونات الدماغ والمخيخ من جهة والحبل الشوكي من جهة أخرى، لإرسال واستقبال المعلومات.

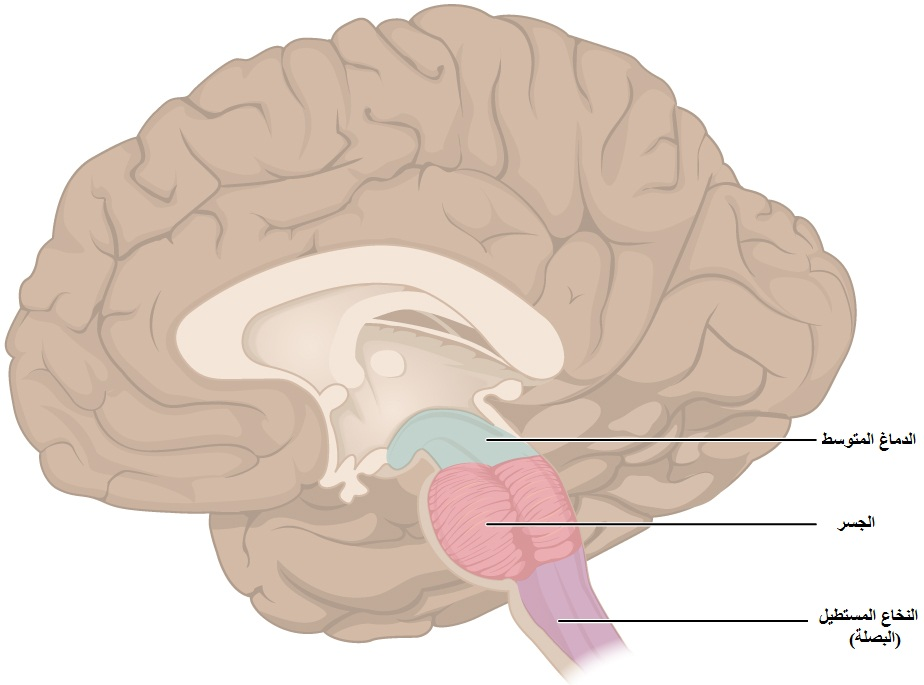
صورة تبين الدماغ الأمامي وجذع الدماغ بأقسامه الثلاث

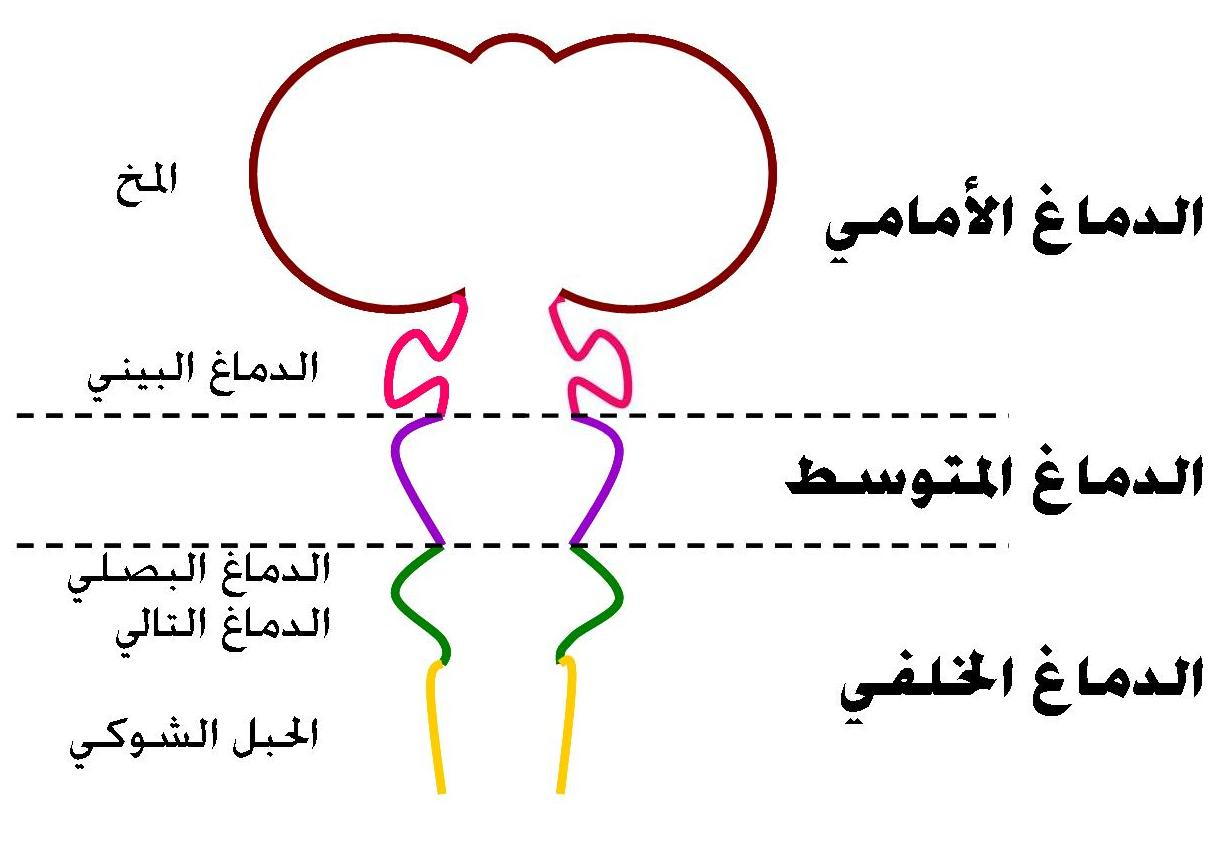
التقسيم الجنيني للدماغ

### الجهاز العصبي الطرفي أو المحيطي
ويطلق على جميع الأعصاب التي تخرج من الجهاز العصبي المركزي، مثل: الأعصاب القحفية ما عدا العصب القحفي الأول والثاني، وأعصاب العنق، والضفيرة العضدية وشعبها وفروعها، والضفيرة القطنية العجزية وشعبها وفروعها، وأعصاب الجذع.

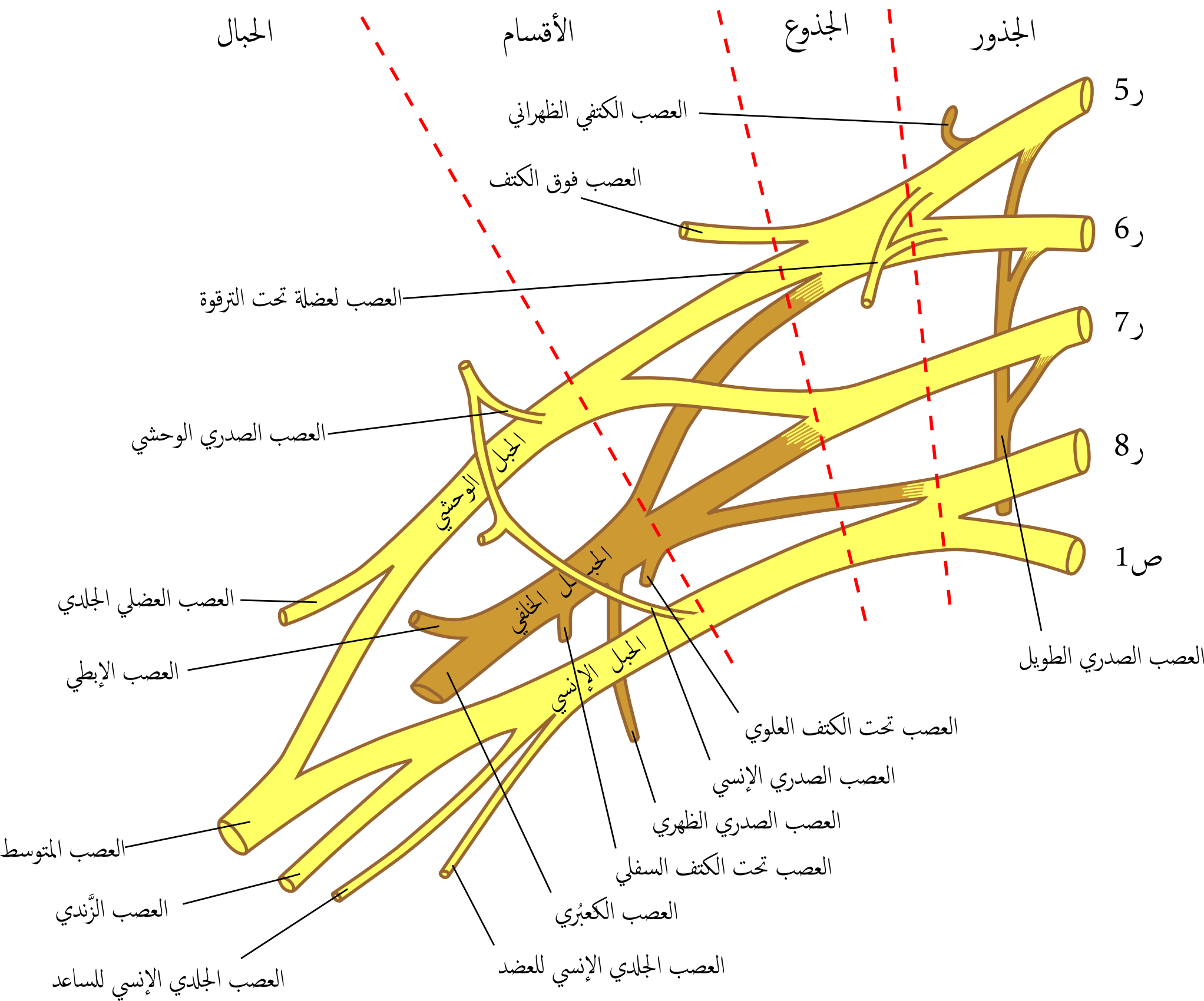
الضفيرة العضدية وشعبها وفروعها

### الجهاز العصبي الذاتي أو النباتي
ويتكون من الجهاز العصبي الودي واللاودي.

#### الجهاز العصبي الودي
يتكون من خلايا عصبية ومن محاور إسطوانية. فأما الخلايا العصبية فتستقر في المحور العصبي وفي عقد موجودة أمام العمود الفقري وعلى مسير الأعصاب المحيطية وقرب الأحشاء المختلفة. وأما المحاور الاسطوانية فتسير مع العروق الدموية إلى الأحشاء المختلفة فتعصبها كما تعصب العروق على اختلاف مقاييسها. كما تعتبر العقد الودية الرأسية والرقبية جزء منها.

#### الجهاز العصبي اللاودي
إنّ هذا الجهاز يضاد بعمله الجهاز العصبي الودي فهو مبطئ للقلب، وموسع للعروق الدموية، ومخفف لإفراز الغدد على اختلافها. يتألف من مراكز علوية توجد في المحور العصبي من نخاع وبصلة وحدبة وساق ومخ، وتستقر في جانب المراكز الودية، ومن مراكز ثانوية تستقر ضمن عقد تتوضع على مسير أزواج القحف وضمن العقد الودية والحشوية، ومن ألياف عصبية تتبع في مسيرها سير الألياف العصبية الودية وتتوزع مثلها.
يمكن توزيع الألياف التي تحمل الجهاز العصبي اللاودي بالجهاز العصبي اللاودي القحفي. والجهاز العصبي اللاودي العجزي الحوضي.

## الأعصاب القحفية
تنشأ الأعصاب القحفية من الدماغ وتعصّب الرأس والأحشاء تعصيباً حسياً وحركياً ونباتياً ودّياً ولا وديّاً عددها اثنا عشر زوجاً تعرف بأسمائها وأرقامها: 1- 2- 3-.... 12

### الزوج الأول: العصب الشمي
العصب الشمي nervi olfactorii، وهو عصب حسي ينقل الشم من أعلى مخاطية الحفرة الأنفية إلى البصلة الشمية ومنها إلى المراكز العصبية.
ينشأ العصب الشمي من خلايا عقدية موجودة في الغشاء المخاطي الكائن في القسم العلوي من جداري المنخر الأنسي والوحشي. وهو كباقي الأعصاب الحسية يتألف من محاور أسطوانية تسير من الخلايا العقدية نحو المحور العصبي على هيئة حزم تعد من 25 إلى 35 ليفاً عصبياً. تسير صاعدة إلى الأعلى فتدخل القحف من ثقب الصفحة الغربالية في العظم الغربالي وتنتهي في خلايا البصلة الشمية التي تنقل الشم من هذه الألياف إلى مركزها في المخ.
تسير هذه الألياف تحت الغشاء المخاطي الأنفي على العظام وتحفر فيها ميازيب صغيرة، كما يغمد كل منها بالسحايا.

### الزوج الثاني: العصب البصري
العصب البصري n.opticus، وهو عصب حسي ينشأ من الخلايا العقدية للشبكية، وتتجمع أليافه في حلمة العصب البصري، ويخرج من كرة العين إلى جوف الحَجاج ثمّ إلى جوف القحف عبر النفق البصري حتى التقاطع البصري وينتهي في الجسم الركبي الوحشي.
هو مجموعة من الألياف العصبية تعد 500 ألف ليف تقريباً.
ويخرج من كرة العين مخترقة قميصها المشيمي والصلبة تحت قطب العين الخلفي ب 1 ملم، وفي أنسيه بمقدار 3 ملم. وهنا خارج العين تأخذ اسم العصب البصري الذي يسير إلى الخلف والأنسي مجتازاً جوف الحجاج فالقناة البصرية، ويصبح ضمن القحف وينتهي في الزاوية الأمامية الوحشية من الملتقى البصري اذ ينقسم إلى مجموعتين من الألياف: مجموعة أنسية تصالب المجموعة المقابلة وتذهب إلى الجهة المقابلة، ومجموعة وحشية تذهب إلى الخلف مجتمعة مع المجموعة الأنسية المقابلة ومكونة معها شريطاً عصبياً يسمى الشريط البصري الذي ينتهي في الجسم الركبي الوحشي.
يسسير العصب البصري ضمن الحجاج راسماً انحنائين: أمامي مقعريته أنسية، وخلفي مقعريته وحشية، وذلك لئلا يتوتر العصب لدى حركة العين، كما يحيط به شحم يسمى شحم الحجاج، ويصالبه الشريان العيني ذاهباً فوقه إلى أنسيه، ويسير فوقه وريد عيني ويسير تحته وريد عيني آخر.
نجد في وحشية الأعصاب: محرك العين، ومبعد العين، والأنفي، والعقدة العينية، والعروق، والأعصاب الهدبية. وتحيط بالعصب البصري العضلات المستقيمة العينية في ذروة الحجاج. ثم يدخل القناة البصرية فيلتصق بها غمده الخاص كما يسير في وحشيه الشريان العيني.
وفي جوف القحف يسير الشريان البصري فوق الخيمة النخامية، وتحت المسافة المثقوبة الأمامية، وتحت الجذر الشمي الأنسي، وفي أنسي الشريان العيني.
تغمد السحايا العصب البصري من الملتقى البصري حتى كرة العين اذ تتمادى مع الطبقة الصلبة فيها.

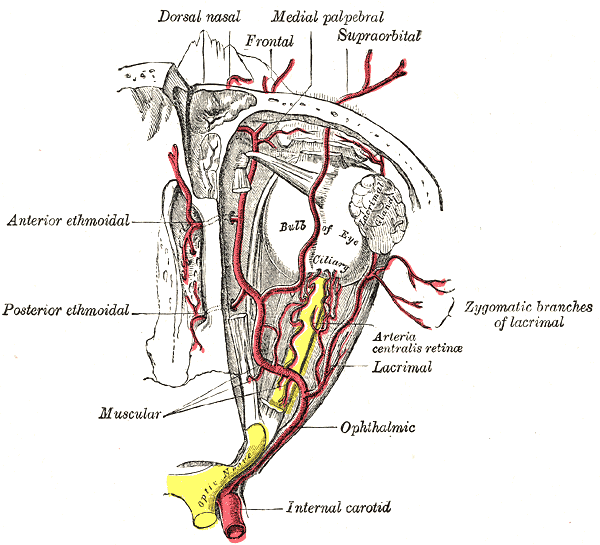
العين والعصب البصري، نلاحظ الشريان العيني يمر فوق العصب البصري من الجهة الوحشية إلى الأنسية. ينتهي العصب البصري في الجهة الوحشية من الملتقى البصري.

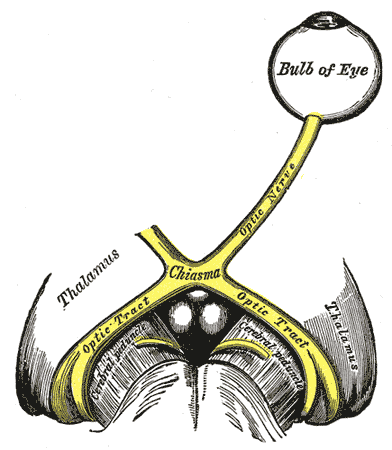
نلاحظ خروج العصب البصري من العين باتجاه الملتقى البصري (بالانجليزية: optic chiasm)، ومن ثم تكون الشريط العصبي (بالانجليزية: optic tract)

### الزوج الثالث: العصب المحرك للعين
العصب المحرك للعين n.oculomotorius، وهو عصب حركي تقع نواته في قلنسوة الساق المخية ويخرج من إنسيها، يعصب عضلات العين عدا المائلة العلوية والمستقيمة الوحشية، ويحوي أليافاً لا ودية مضيقة للحدقة وللقسم الحلقي من العضلة الهدبية فيقوم بالمطابقة.
تسير أليافه إلى الأمام مجتازة الساق المخية وتخرج منها من ثلم موجود في أنسيها ثم تجتمع مكونة العصب محرك العين الذي يسير إلى الأمام والوحشي بين الشريان المخي الخلفي والشريان المخيخي العلوي في وحشي النتوء السريري الخلفي، ويكون مغلفاً بالسحايا عدا الأم الحنون ثم يدخل سمك الجدار الوحشي من الجيب الكهفي ويسير فيه فوق العصبين البكري والعيني.
ثم يدخل من أنسي الفرجة الوتدية إلى جوف الحجاج منقسماً إلى شعبتين انتهائيتين علوية وسفلية تمران من حلقة زِن.
الشعبة العلوية تسير إلى الأعلى في وحشي العصب البصري وتنقسم إلى شعبتين واحدة تعصب العضلة رافعة الجفن العلوي، وواحدة تعصب العضلة المستقيمة العلوية.
وأما الشعبة السفلية فأضخم وأقصر وتقسم إلى أربع شعب: الأولى تعصب المستقيمة السفلية، والثانية تعصب المستقيمة الأنسية، والثالثة تعصب العضلة المنحرفة السفلية، والرابعة تذهب إلى عقدة عصبية تسمى العقدة العينية ومنها تذهب إلى العضلة الهدبية ضمن العين مع الأعصاب الهدبية القصيرة.
يتفاغر العصب المحرك للعين مع العصب العيني ومع الضفيرة الودية حول الشريان السباتي.

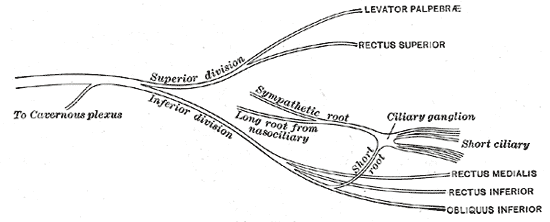
صورة بيانية للعصب محرك العين (العصب الثالث) وفروعه بعد انقسامه إلى شعبتين أساسيتين: العلوية والسفلية.

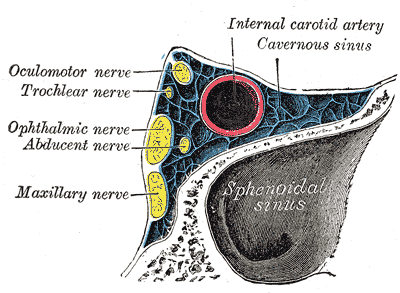
نلاحظ ترتيب الأعصاب القحفية في الجيب الكهفي حيث أنه من الأعلى إلى الأسفل على الجهة الجدارية الوحشية : عصب محرك العين، ثم العصب البكري، ثم العصب العيني، ثم العصب الفكي العلوي. أما العصب المبعد فيمر داخل الجيب قريب من الشريان السباتي الداخلي.

### الزوج الرابع: العصب البَكَري
رسم يوضح أعصاب الوجه والرقبة في الإنسان
العصب البَكَري n.trochlearis، وهو عصب حركي يعصب العضلة المنحرفة العلوية. ينشأ من نواة تقع أسفل الساق المخية ويجتاز قاعدة القحف ماراً في الجدار الوحشي للجيب الكهفي ثم جوف الحجاج ثم يدخل العضلة.

### الزوج الخامس: العصب الثلاثي التوائم
العصب ثلاثي التوائم n.trigemins، وهو عصب مختلط له جذران حسي وحركي يعصب العضلات الماضغة تعصيباً حركياً، ويعصب الوجه وجوف الحجاج والحفرة الأنفية والفم تعصيباً حسياً ويعد طريقاً تسلكه ألياف حركية وإفرازية.
ينشأ جذره الحسي من الألياف الحسية الواردة من الرأس إلى «عقدة غاسر» عن طريق العصب الفكي العلوي والعصب الفكي السفلي والعصب العيني، وتخرج الألياف من العقدة إلى النواة الهلامية في البصلة والجسر. وينشأ جذره الحركي من نواتيه في الجسر.
وتقع عقدة گاسر التي تخرج منها شعب العصب الثلاث في الطابق المتوسط لقاعدة القحف في القسم الأمامي العلوي للصخرة. وينشأ من حافتها الأمامية المحدبة، من الإنسي إلى الوحشي، العصب العيني، فالفكي العلوي، فالفكي السفلي.

#### العصب العيني
العصب العيني n.ophtalmicus، وهو عصب حسي ينشأ من القسم الأمامي الإنسي للعقدة، يسير نحو الأمام ضمن الجدار الوحشي للجيب الكهفي حتى نهايته الأمامية حيث ينقسم إلى شعبه الانتهائية ويعطي شعبة جانبية للعصبين الثالث والرابع.
أما شعبه الانتهائية فثلاث: العصب الأنفي، والعصب الجبهي، والعصب الدمعي.
يدخل العصب الأنفي الحجاج ويعطي شعبتين انتهائيتين: الأنفي الإنسي، والأنفي الوحشي، يعصبان جلد الحاجبين والطرق الدمعية ولحف جذر الأنف. وله ثلاث شعب جانبية: شعبة للعقدة الهدابية وهي جذرها الحسي، والعصبان الهدابيان الطويلان اللذان يدخلان كرة العين، والعصب الوتدي الغربالي.
ويجتاز العصب الجبهي n.frontalis جوف الحجاج ويعصب لحف الجبهة والجفن العلوي وجذر الأنف. أما العصب الدمعي فيتوزع في الغدة الدمعية والجفن العلوي ويأخذ من عصب الفك العلوي الشعب المفرزة اللاودية والعصب الصدغي الوجني.
والعصب العيني حسي ينقل الحس من الناحية القفوية الجبهية والحاجبين والجفنين العلويين ومِشْوَل (مِنجل) المخيخ والجيوب الثلاثة الوتدي والجبهي والغربالي، ويعصب كرة العين والملتحمة والقرنية.

#### العصب الفكي العلوي
العصب الفكي العلوي n.maxillaris، وهو عصب حسي ينشأ من «عقدة غاسر» ويسير داخل القحف ثم يجتاز الثقبة المدورة الكبيرة ثم الحفرة الجناحية الفكية وينتهي في الناحية النابية بعدة شعب وعلى مسيره العقدة الوتدية الحنكية، وله عدة شعب جانبية هي:
- الشعبة السحائية الراجعة.
- والشعبة الحجاجية، وتعطي الدمعي الجفني الذي يحمل أليافاً لا ودية مفرزة للغدة الدمعية عن طريق العصب الدمعي.
- والشعبة الوتدية الحنكية وفيها ألياف واردة من العقدة وصادرة إليها.
- والشعب السنية الأمامية والمتوسطة والخلفية.

يعصب الفكي العلوي الجلدَ الذي يستر الشفة العلوية والأنف والقسم الأمامي من الخد ومخاطيتها واللوزة وعظم الفك العلوي ويحمل أليافاً حركية مستعارة من الزوج التاسع تعصب عضلات شراع الحنك.

#### العصب الفكي السفلي
العصب الفكي السفلي n.mandibularis عصب مختلط حسي وحركي يتألف من جذرين حسي وحركي، ينشأ الجذر الحسي من عقدة العصب وينتهي في العمود الرمادي الموجود في البصلة والجسر، وينشأ الجذر الحركي من نواته في الجسر.
ينشأ هذان الجذران من عقدة الزوج الخامس، ويسير وحشيُ العصب الفكي العلوي داخل القحف ثم يجتاز الثقبة البيضية ثم يدخل الناحية الجناحية الفكية ويلتصق وجهه الإنسي بالعقدة الأذنية، وله شعبة جانبية واحدة هي السحائي الراجع، ثم ينقسم إلى جذعين أمامي وخلفي يعطيان شعبه الانتهائية.
فالجذع الأمامي يعطي العصب الصدغي الفمي، والعصب الصدغي العميق المتوسط، والعصب الصدغي الماضغ.
أما الجذع الخلفي، فيعطي العصب السني السفلي، والعصب اللساني، والعصب الأذني الصدغي، أو الصدغي السطحي، والجذع العضلي.
يأخذ هذا العصب الحس من الصدغ والخد والذقن ومخاطية الفم واللثة والشفة السفلى والقسم الأمامي من اللسان وعظم الفك السفلي. أما القسم الحركي فيعصب العضلات الماضغة وتنضم إليه ألياف لاودية مفرزة للغدة النكفية آتية عن طريق الزوج التاسع من النواة اللعابية السفلية وألياف لا ودية للغدتين تحت الفك وتحت اللسان آتية عن طريق عصب حبل الطبل من النواة اللعابية العلوية.

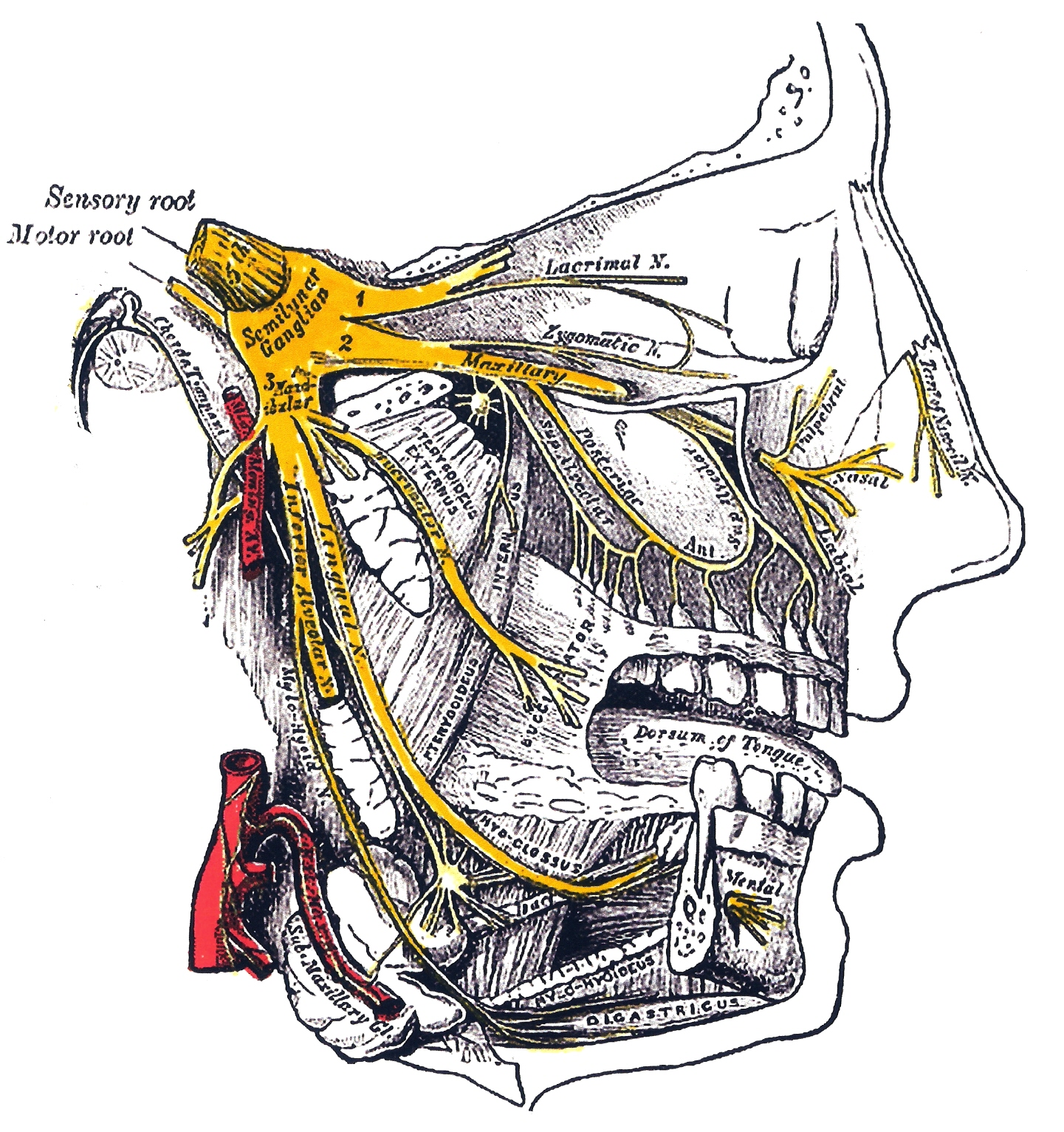
العصب الثلاثي التوائم، حيث نلاحظ عقدة غاسر داخل كهف ميكل ويتفرع منها 1- العصب العيني. 2- العصب الفكي العلوي. 3- العصب الفكي السفلي.

### الزوج السادس: العصب المبعِّد
العصب المبعِّد (المحرك الوحشي للعين) n. abducens، وهو ينشأ من نواته في الجسر من قاع البطين الرابع ويخرج من التلم البصلي الجسري جانب الخط المتوسط ثم يدخل الجيب الكهفي فالشق الحجاجي العلوي فجوف الحجاج وينتهي في العضلة المستقيمة الوحشية.

### الزوج السابع: العصب الوجهي
العصب الوجهي n.facialis، وهو يعصب عضلات الوجه حركياً ويعطيه الأمارات المختلفة من فرح وحزن وتعجب. وهو عصب حركي وحسي وفيه ألياف لاودية مفرزة للغدة الدمعية والأنف والغدتين تحت الفك وتحت اللسان والغدد اللسانية المنتشرة عليه.
ينشأ الجذر الحركي من نواته في الجسر. وينشأ الجذر الحسي من الثلثين الأماميين للسان حتى السبعة اللسانية ثم يسير إلى العقدة الركبية ومنها إلى البطين الرابع، ثم إلى الحزمة المفردة فالملحقات المركزية في البطين الرابع ثم إلى المهاد فمركز الذوق الواقع في التلفيف الصدغي الخامس.
أما الجذر النباتي فينشأ من:
ـ النواة الدمعية الأنفية اللاودية خلف النواة الحركية ثم ينتهي إلى العقدة الوتدية الحنكية ومنها يسير بالثقبة الحجاجية للفك العلوي ليلتحق بالعصب الدمعي، شعبة العصب العيني.
ـ ومن النواة اللعابية العلوية التي تنشأ من الجسر وتسير مع العصب الوجهي وتمر بعصب حبل الطبل إلى العقدتين تحت الفك وتحت اللسان.
ينشأ العصب الوجهي من التلم البصلي الجسري ويجتاز قاعدة القحف ثم مجرى السمع الباطن ثم نفقه حيث يلتقي بالعقدة الركبية ثم يخرج من الثقبة الإبرية الخشائية إلى النكفة وينقسم إلى شعبتيه الانتهائيتين الصدغي الوجهي والرقبي الوجهي اللذين يعصبان عضلات الوجه وعضلات جلد العنق، وذلك كما يلي:

#### الشعبة الصدغية الوجهية
تسير إلى الأمام ضمن النكفة مع شعبة من العصب الصدغي السطحي، ثم تنقسم إلى شعب عديدة تتفاغر فيما بينها ومع الشعبة الوجهية الانتهائية الثانية مكونة واياها الضفيرة النكفية، ثم تخرج هذه الشعب من حافة النكفة الأمامية وتتوزع في العضلات الموجودة فوق الفم حسب الترتيب الآتي:
1. شعبة صدغية: تعصب العضلات الأذنية الأمامية وعضلات الوجه الوحشي من صيوان الأذن.
2. شعبة جفنية جبهية: تعصب العضلات الجبهية، والحاجبية، والهرمية، والمستديرة الجفنية.
3. شعب تحت الحجاج: تعصب العضلات (العذاريتين الصغيرة والكبيرة، ورافعتي جناح الأنف والشفة العلوية، ورافعة الصوار، وضاغطة الأنف، وموسعة المناخير، والآسية، وأعلى المبوقة، والنصف العلوي من المستديرة الشفوية).

#### الشعبة الرقبية الوجهية
تسير بين فصي النكفة تحت الشعبة السابقة وتتفاغر معها ومع شعبة أذنية من الضفيرة العصبية الرقبية، ثم تنقسم إلى شعب عديدة تخرج من النكفة سائرة إلى الأمام حسب الترتيب التالي:
1. شعب فمية: تعصب العضلة المضحكة، والنصف السفلي من المستديرة الشفوية.
2. شعب ذقنية: تعصب العضلات المثلثة الشفوية، والمربعة الذقنية، وشرابة الذقن.
3. شعب رقبية: تعصب عضلة العنق الجلدية.

ويعطي العصب الوجهي في أثناء سيره شعباً جانبية هي: العصب الصخري الكبير السطحي. وعصب عضلة المطرقة. وعصب حبل الطبل الذي يلتقي بالعصب اللساني ويحمل إليه الألياف اللاودية إلى العقدة تحت الفك وتحت اللسان آتية من النواة المفردة، والألياف المفرزة من النواة اللعابية العلوية. ويعصب حبل الطبل أيضاً الثلثين الأماميين للسان ذوقياً.

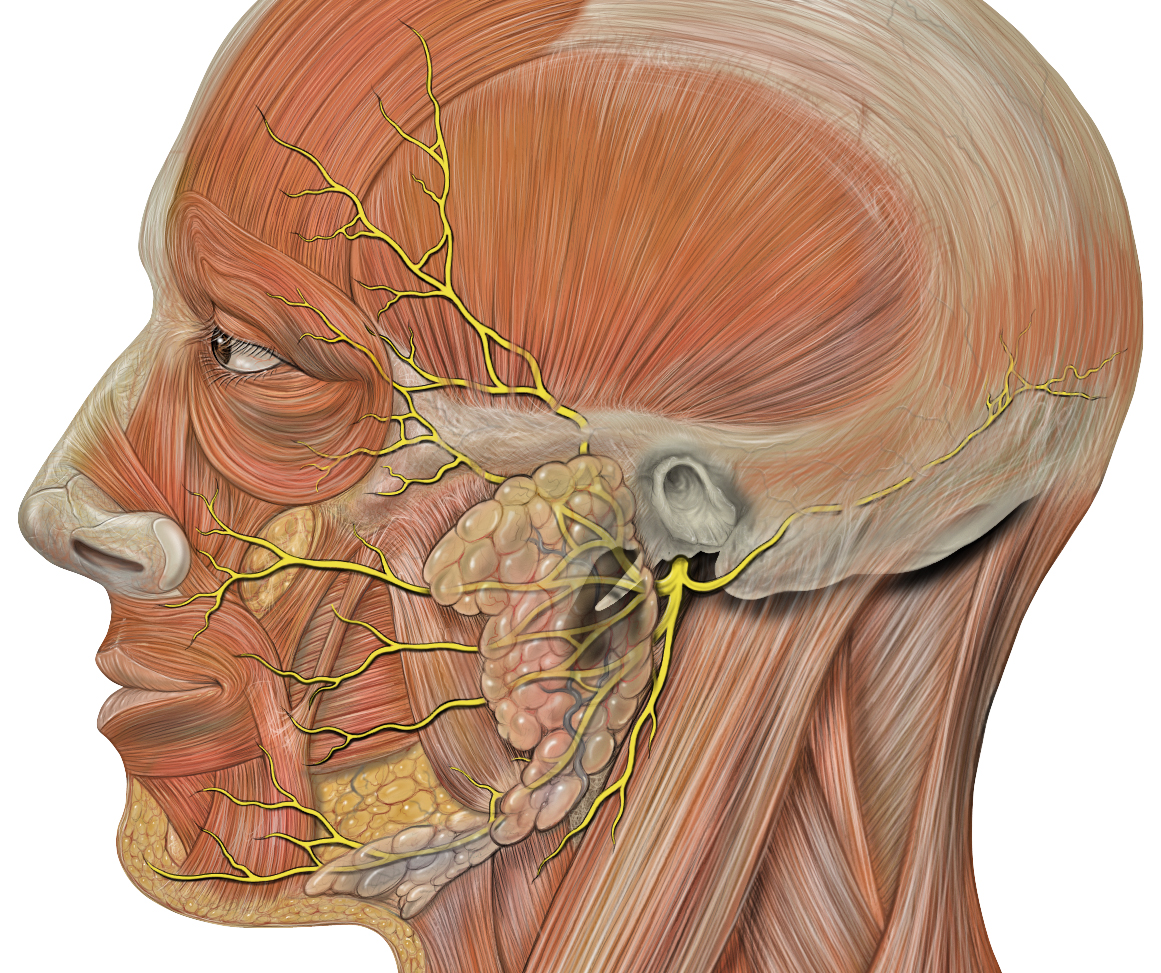
العصب الوجهي خارج الجمجمة عند انتهائه بشعبتين انتهائيتين يسيران ضمن النكفة ومن ثم يتفرعوا إلى الشعب النهائية التي تعصب عضلات الوجه.

### الزوج الثامن: العصب الدهليزي القوقعي
العصب الدهليزي القوقعي n.vestibulocochlearis، وهو يتألف من عصبين الدهليزي والقوقعي. يأخذ العصب القوقعي السمع من أعضاء القوقعة. ويخرج من التلم البصلي الجسري وينتهي إلى النواتين الظهرية والبطنية ومنهما إلى الجسم الركبي الإنسي. أما العصب الدهليزي فتنشأ أليافه من الدهليز والأقنية نصف الدائرية ويسير إلى العقدة الدهليزية بعد دخوله الأخدود البصلي الجسري، وبعد أن يتحد مع العصب القوقعي ينتهي إلى الجسم الركبي الإنسي ومنه إلى مراكز السمع والتوازن في الفص الصدغي.
ينقل العصب الدهليزي إحساسات التوازن السكوني من القريبة والكييس، والتوازن الحركي من الأقنية نصف الدائرية.

### الزوج التاسع: العصب اللساني البلعومي
العصب اللساني البلعومي n.glosso pharyngeus، هو عصب حركي وحسي ونباتي، حركي لأنه يشترك مع العصب العاشر بتعصيب عضلات شراع الحنك، وحسي لأنه يعصب مخاطية البلعوم والسبعة اللسانية فينقل منها حسها العام وحاسة الذوق لمختلف الطعوم.
ينشأ العصب التاسع من التلم الجانبي الخلفي ويدخل القحف ثم يخرج منه بالثقبة الوداجية حيث يلتقي عقدتيه الصخريتين العلوية والسفلية ثم يسير خارج القحف في المسافة تحت النكفة الخلفية ثم يقطع المسافة اللوزية أفقياً ويصل أخيراً إلى اللسان، وينتهي تحت الغشاء المخاطي لقاعدة اللسان.
يعطي العصب التاسع الشعب الجانبية التالية:

#### عصب جاكبسون
ينشأ من عقدة العصب العلوية، ويسير إلى الجهة الوحشية ويدخل ضمن الصخرة من ثقبة موجودة أمام الحفرة الوداجية فيصل إلى صندوق الطبل فيسير على الخرشوم إلى العالي وينقسم إلى 6 شعب وهي:
- أ + ب - شعبتان تعصبان الجدار الأنسي من صندوق الطبل والثقبتين الحلزونية والدهليزية.
- ج - شعبة تعصب غشاء النفير المخاطي.
- د – شعبة سباتية: تجتاز الجدار الأمامي من صندوق الطبل فتصل القناة السباتية وتتفاغر مع الضفيرة الودية السباتية.
- هـ + و – العصبان الصخريان العميقان الكبير (فيديوس) والصغير (أرنولد): ينتهي الكبير في العقدة الوتدية الحنكية، والصغير في العقدة الأذنية ويحمل الألياف المفرزة للنكفة. حيث أنهما ينفذان من الجدار العلوي من صندوق الطبل، ويتحدان مع العصبين الصخريين السطحيين (شعبتي العصب الوجهي) ويذهبان إلى العقدة الوتدية الحنكية والأذنية.

#### الشعب السباتية
تنزل حول الشريان السباتي الباطن وتشترك مع شعب ودية ورئوية معدية في تكوين ضفيرة عصبية حول السباتي.

#### الشعب البلعومية
تعد اثنتين أو ثلاثة تذهب إلى جدار البلعوم الجانبي وتتفاغر مع شعب ودية ورئوية معدية مكونة ضفيرة عصبية بلعومية تعصب غشاء البلعوم المخاطي وعضلاته وعروقه، وهي حركية حسية ودية.

#### عصب العضلة الابرية البلعومية
ينشأ عند العضلة الابرية البلعومية ويعصبها، وقد يعصب ذات البطنين معاً.

#### عصب الابرية اللسانية
يعصب العضلة الابرية اللسانية.

#### الشعب اللوزية
تنشأ قبل نهاية العصب البلعومي اللساني قرب اللوزة. وتكوّن في وحشي اللوزة ضفيرة تعصب غشاء اللوزة المخاطي وغندبات شراع الحنك.

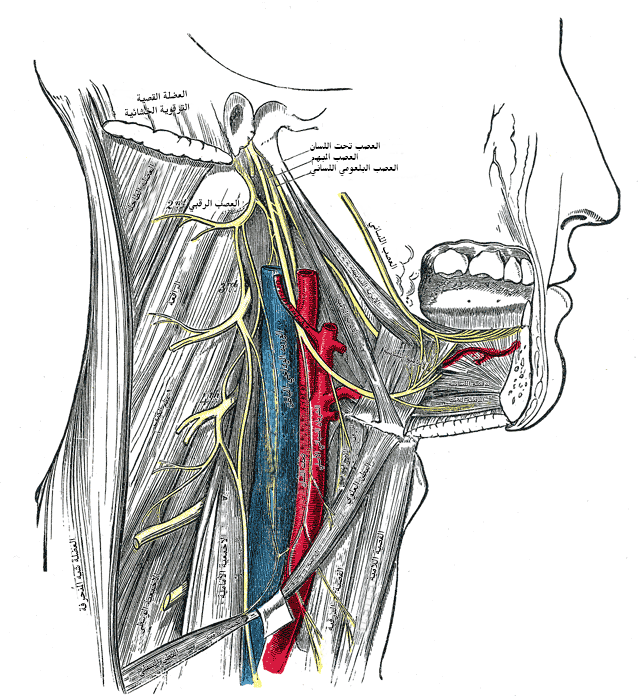
العصب البلعومي اللساني، والعصب المبهم، وعصب تحت اللسان

### الزوج العاشر: العصب الرئوي المعدي أو المبهم
العصب الرئوي المعدي أو المبهم n.vagus، هو عصب مختلط حسي وحركي ونباتي لا ودي. ينشأ من:
ـ النواة الحركية وهي النواة المبهمة التي تعصب شراع الحنك والحنجرة والبلعوم.
ـ والألياف الحسية التي تنشأ من عقدتين: العقدة العلوية أو الوداجية التي تحمل الحس من المحيط إلى النواة المفردة، والعقدة السفلية أو الضفيرية التي تحمل الحس من الأعضاء إلى نواته أمام الجنيح الرمادي.
ـ النواة النباتية الحركية وهي النواة القلبية الرئوية المعدية المعوية وتقع أمام القناة المركزية وهي لا ودية.
ـ النواة النباتية الحسية، وتنتهي إليها الألياف الحسية النباتية التي تسمى النواة المدورة والظهرية الحسية.
أما المنشأ الظاهر للعصب فهو التلم الجانبي الخلفي للبصلة، يسير في الطابق الخلفي من قاعدة القحف، ثم في القسم الإنسي من الثقبة الوداجية بين العصبين البلعومي اللساني، والشوكي، ثم في الناحية تحت النكفة الخلفية، ثم في العنق يدخل بعدها الصدر ويجتازه إلى البطن.
يعطي في أثناء سيره شعباً عنقية وصدرية وبطنية أهمها:

#### الشعب الرقبية
1. الشعب السحائية: تنفصل من العقدة الوداجية في الثقبة الممزقة الخلفية وتدخل القحف وتتوزع في الأم الجافية المجاورة.
2. الشعبة التفاغرية: تنشأ من العقدة الوداجية وتسير في مقدم الحفرة الوداجية وتدخل قناة عظمية محفورة ضمن الصخرة فتصل إلى قناة العصب الوجهي حيث تتحد مع الوجهي.
3. الشعب البلعومية: تعد من 1 إلى 3 شعب، تخرج من العقدة العلوية وتسير أمام السباتي الباطن حتى تنتهي في جدار البلعوم الجانبي مكونة ضفيرة عصبية بلعومية تعصب عضلات البلعوم وغشائه المخاطي وعضلات شراع الحنك عدا العضلة المحيطية اللهاتية الوحشية.
4. الشعب القلبية العلوية: هي اثنتان، تنشآن من المجهول وتنزلان أمام السباتي الباطن حتى قاعدة القلب فتشتركان في تكوين الضفيرة القلبية السطحية.
5. العصب الحنجري العلوي: ينشأ من أسفل العقدة العلوية ويسير إلى الأسفل والأمام والوحشي خلف السباتي الباطن، ثم في وحشيه، ثم على جدار البلعوم الجانبي، مصالباً السباتي الظاهر من وحشيه تحت الشريان اللساني، حتى إذا ما وصل إلى قرب العظم اللامي انقسم إلى شعبتين علوية وسفلية.

تسير الشعبة العلوية على الغشاء الدرقي اللامي في وحشي العضلة الدرقية اللامية، ثم تثقبها وتسير بينها وبين الغشاء الدرقي اللامي ثم تثقب هذا الغشاء مع الشريان الحنجري العلوي في منتصف المسافة الكائنة بين العظم اللامي والغضروف الدرقي، ثم تسير حتى تصل أسفل غشاء الحنجرة المخاطي حيث تنقسم إلى عدة شعب تعصب الغشاء المخاطي لكل من نصف الحنجرة الموافق، والقسم الحنجري من البلعوم، وقاعدة اللسان.
تسير الشعبة السفلية إلى أسفل أمام عاصرة البلعوم السفلي، وتعصب العضلة الحلقية الدرقية، ثم تثقب الغشاء الحلقي الدرقي، وتعصب بطين الحنجرة وما تحت المزمار منها.

#### الشعب الصدرية
1. العصب الراجع أو الحنجري السفلي: ينشأ من الرئوي المعدي وهو في الصدر، فالراجع الأيمن ينشأ أمام وأسفل الشريان تحت الترقوة الأيمن ثم يسير إلى الخلف والأعلى راسماً قوساً تحيط بالشريان تحت الترقوة المذكور، ثم يصعد إلى العنق. والراجع الأيسر ينشأ أمام قوس الأبهر ويحيط به من أسفله ثم يصعد راسماً قوساً أخرى ثم يصل إلى العنق كالراجع الأيمن. ويسير كل منهما في العنق في الزاوية الكائنة بين المريء والرغامى ضمن الصفاق الرقبي الحشوي مجاوراً الشريان الدرقي السفلي وذلك حذاء أسفل الغدة الدرقية. وعند أعلى الرغامى يدخل في أنسي عاصرة البلعوم السفلي فيسير في وحشي غشاء البلعوم المخاطي ثم يصل الحنجرة فيتوزع إلى شعب تعصب عضلات الحنجرة كلها عدا العضلة الحلقية الدرقية، كما يعطي شعبة تتفاغر مع العصب الحنجري العلوي. ويعطي الراجع أثناء سيره شعباً جانبية: بعضها يذهب إلى القلب باسم الأعصاب القلبية المتوسطة، وهذه تنشأ من قوس الراجع، وبعضها يذهب فيعصب الرغامى والمريء وعاصرة البلعوم السفلي.
2. الشعب القلبية السفلية: تنشأ من المجهول في الصدر تحت الراجع وتذهب إلى القلب محدثة الضفيرة القلبية العميقة.
3. الشعب الرئوية القصبية: تذهب إلى القصبات والرئة مكونة لها ضفيرة تتفاغر مع شعب ودية، وتعصب الرئة والرغامى والمريء والتامور.
4. الشعب المريئية: هي شعب متعددة تعصب المريء

العصب المبهم الأيسر (اللون البرتقالي)، يخرج منه العصب الحنجري العلوي (اللون الأخضر) والعصب الراجع الأيسر الذي ينشأ أمام قوس الأبهر.

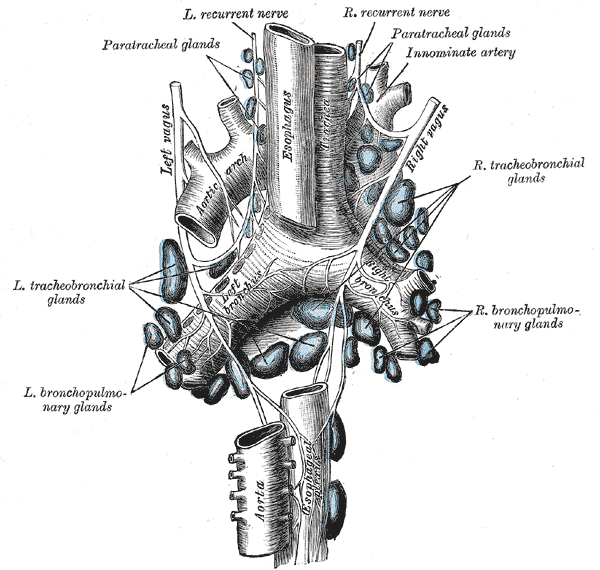
العصب المبهم الأيمن والأيسر (بالانجليزية: vagus nerve)، يخرج من المبهم الأيمن العصب الراجع الأيمن (بالانجليزية: right recurrent nerve) الذي ينشأ أمام وأسفل الشريان تحت الترقوة، ويخرج من المبهم الأيسر العصب الراجع الأيسر الذي ينشأ أمام قوس الأبهر.

#### الشعب البطنية
يدخل المجهولان البطن من ثقبة المريء الحاجزية، فيسير العصب الرئوي المعدي الأيمن خلف فؤاد المعدة وعلى جدار المعدة الخلفي وينتهي في عقدة عصبية هلالية (ينتهي فيها العصب الحشوي الكبير الأيمن) محدثاً معها عروة وريزبرغ العصبية اليمنى. ويعطي على جدار المعدة الخلفي 4 إلى 5 شعب تعصب المعدة.
ويسير العصب الرئوي المعدي الأيسر أمام المريء والفؤاد وعلى جدار المعدة الأمامي، وينقسم إلى 5 أو 6 شعب تتفاغر مع الضفيرة الودية الأكليلية وتعصب جدار المعدة الأمامي. كما يرسل شعبة كبدية تسير على انحناء المعدة الصغير وتصل إلى أيسر ثلم الكبد المعترض وتعصب الكبد.
العصب المبهم عصب حسي، وحركي، ونباتي، فهو ينقل الذوق من قاعدة اللسان خلف السبعة اللسانية حتى الفلكة (لسان المزمار) وتنتهي أليافه الحسية بالنواة المفردة وهي مركز حسي، وهو حركي إذ يعصب مع العصبين التاسع والحادي عشر عضلات شراع الحنك والبلعوم والحنجرة مما يجعل له شأناً في التصويت والمحافظة على الطرق الهوائية العلوية. وهو بالدرجة الأولى عصب حشوي يعصب تعصيباً نباتياً إفرازياً وحسياً وحركياً أحشاء العنق والصدر والبطن وغددها وينتهي إلى النواة النباتية الحسية، وهي النواة الظهرية والمدورة، للعصب العاشر، وهو القائم على نظم القلب والمؤدي إلى بطئه ويعصب الجيب السباتي مع العصب التاسع وتتم عن طريقه مراقبة ارتفاع التوتر الشرياني حسياً وحركياً ونباتياً والحالة الكيمياوية لأخلاط الدم.

### الزوج الحادي عشر: العصب اللاحق القحفي أو الشوكي
العصب اللاحق Accessory Nerve: هو عصب محرك يتألف من جذرين: جذر قحفي ينشأ من البصلة وجذر نخاعي ينشأ من النخاع الرقبي، يتحد الجذران في مسير قصير ثم يفترقان إلى شعبتين متباعدتين: شعبة إنسية تنتهي بالعقد السفلية للعصب العاشر وهو الجذر البصلي الذي تنتهي معظم أليافه بتعصيب الحنجرة، وجذر وحشي يؤلف الجذر النخاعي وينتهي بالعضلة القترائية (القصبة الترقوية الخشائية) وشبه المنحرفة. ويعد الجذر البصلي جذراً ضالاً، والجذر الشوكي جذراً منحرفاً داخل القحف، في حين إنه جذر نخاعي كان عليه أن يخرج من ثقب الانضمام مع الجذور الشوكية الأخرى.
المنشأ الظاهر للعصب من التلم الجانبي الخلفي، وبعد أن يتّحد الجذران يسيران داخل القناة السيسائية ثم في الطابق الخلفي لقاعدة القحف خلف العصب التاسع وأسفل العصب العاشر ثم يمر في الثقبة الوداجية خلف العصب العاشر ثم ينتهي إلى الناحية تحت النكفة الخلفية وينقسم إلى شعبة إنسية تنتهي إلى العقدة السفلية للعصب العاشر وشعبة وحشية لا تحوي إلا أليافاً شوكية تنتهي إلى العضلتين القترائية وشبه المنحرفة فتعصبهما تعصيباً حركياً.
إن الشعب الإنسية للعصب الحادي عشر تؤلف عصب التصويت لأنها تعصب عضلات الحنجرة وعضلات الشهيق وتنظم عملية الزفير فهي تدخل العقدة السفلية للمبهم وتكوّن معظم ألياف العصب الحنجري العلوي الذي يعصب العضلة الحلقية الدرقية.

### الزوج الثاني عشر: العصب تحت اللسان
العصب تحت اللسان n.hypoglossus، هو عصب حركي يعصب عضلات اللسان وترافقه في مسيره ألياف من الضفيرة الرقبية تعصب العضلات تحت اللامي والذقنية اللامية.
ينشأ من البصلة، من التلم أمام الزيتونة، ويسير في الطابق الخلفي لقاعدة الجمجمة ثم يمر بالنفق اللقمي إلى خارج القحف ويسير في المسافة فوق اللامية الجانبية ثم في الناحية تحت اللسانية حيث ينقسم شعباً عدة تعصب كل عضلات اللسان. وله شعبة جانبية سحائية ووعائية وشعبة نازلة تكوِّن عروة بتفاغرها مع شعب من الضفيرتين الرقبيتين العميقتين الثانية والثالثة وتعصب العضلات تحت اللامية.
تفاغرات العصب: يتفاغر مع العقدة الودية الرقبية العلوية، ومع العصب اللساني (شعبة الفكي السفلي) ومع الضفيرة الرقبية العميقة فيأخذ منها أليافاً حسية تتوزع في السحايا وأليافاً حركية تتوزع في العضلات تحت اللامي والذقنية اللامية.

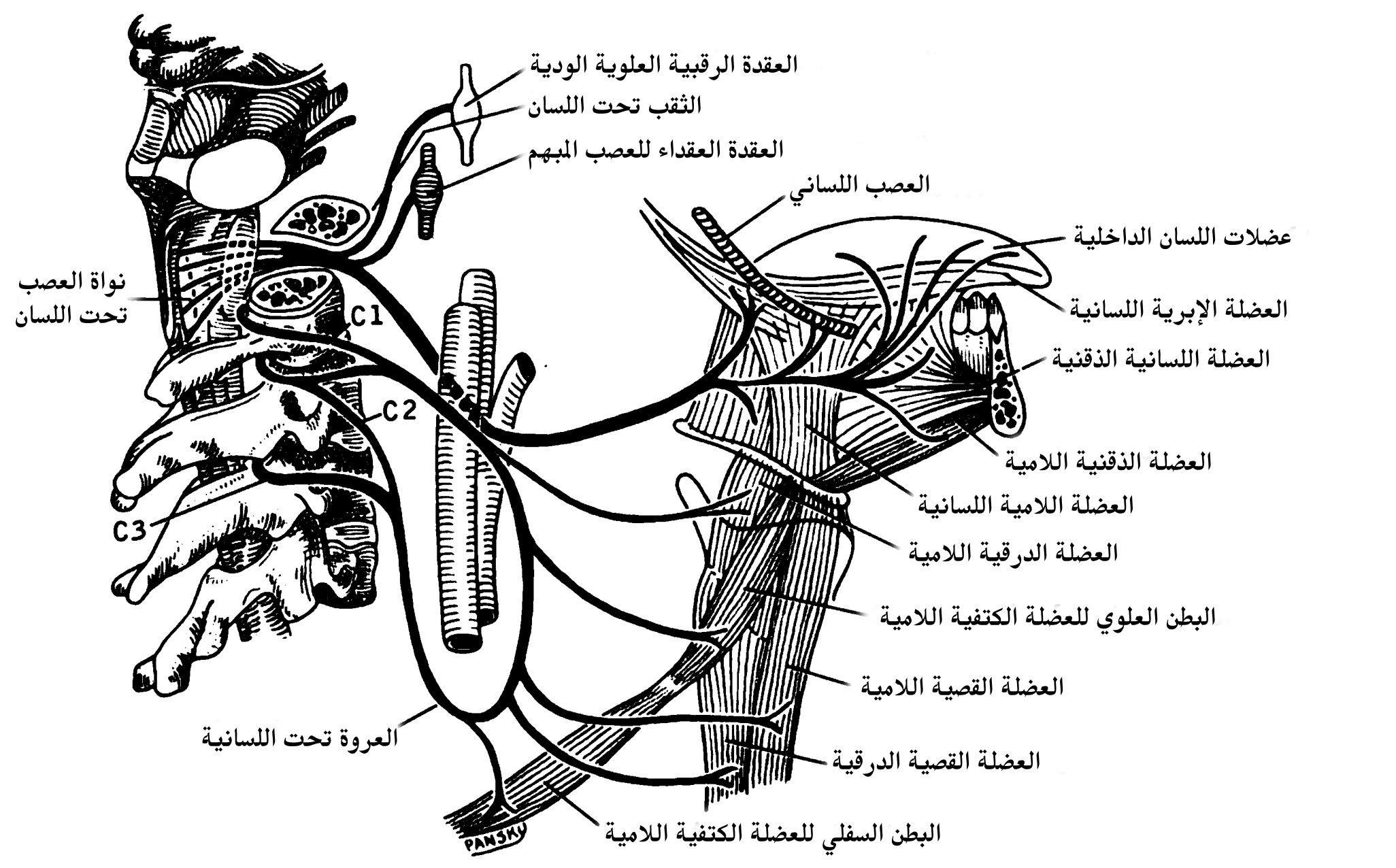
صورة تبين منشأ عصب تحت اللسان والعضلات اللسانية التي يقوم بتعصيبها، وعلاقة عصب تحت اللسان مع الضفيرة الرقبية.

## أعصاب العنق

### الأعصاب السيسائية والضفائر
يرسل النخاع الشوكي من ثلمه الأمامي الجانبي أليافاً حركية تتحد فيما بينها مكونة الجذور الأمامية من الأعصاب ويرسل من ثلمه الخلفي الجانبي أليافاً حسية كثيرة تتحد بينها مكونة الجذور الخلفية.
تسير هذه الجذور إلى الوحشي نحو الثقب الانضمامية، فيتلاقى الجذر الخلفي بعقدة عصبية يدخلها ويخرج من وحشيها، ثم يتحد مع الجذر الأمامي ويخرج واياه عصباً واحداً من الثقبة الانضمامية الفقرية إلى خارج العمود الفقري، وهنا ينقسم إلى شعبتين أمامية وخلفية، فالشعبة الخلفية تحوي أليافاً حسية وحركية تذهب إلى ما خلف العمود الفقري فتعصب العضلات والجلد. أما الشعبة الأمامية تحوي أليافاً حسية وحركة تنضم إلى ما جاورها من الشعب الأمامية مكونة الضفائر التي تذهب إلى ما بقي من الجسم فتعصبه.
والأعصاب السيسائية مزدوجة يمنى ويسرى متناظرة، وكذا الضفائر. وتسمى الضفائر حسب أماكنها: الرقبية، الظهرية، القطنية العجزية، العصعصية.

### الضفيرة الرقبية
الضفيرة الرقبية (بالإنجليزية: cervical plexus)تتكون من الشعب الأمامية لكل من الأعصاب الرقبية الأربعة الأولى، فيخرج العصب الرقبي الأول من القناة السيسائية ماراً على الوجه العلوي من قوس الفهقة الخلفية خلف الكتلة الجانبية مجاوراً الشريان الفقري، ثم ينقسم إلى شعبتين خلفية وأمامية، وتسير الشعبة الأمامية إلى الوحشي فوق ناتئ الفهقة المعترض ثم تنزل وتتفاغر مع الشعبة الصاعدة من العصب الرقبي الثاني.
ويخرج العصب الرقبي الثاني من المفصل الفهقي الفائقي وينقسم إلى شعبتين خلفية وأمامية، وتسير الشعبة الأمامية على ناتئ الفائق المعترض خلف الشريان الفقري وتنقسم عند ذروته إلى شعبتين صاعدة ونازلة تتفاغران مع العصبين الرقبيين الأول والثالث.
ويسير العصبان الرقبيان الثالث والرابع كالعصب السابق وينقسمان مثله ويتفاغران فيما بينهما ومع العصب الرقبي الثاني، كما تتفاغر شعبة الرقبي الرابع النازلة مع الرقبي الخامس وعلى ذلك نجد ثلاث حلقات عصبية أمام نهايات النواتئ المعترضة الرقبية بين ارتكاز الأخمعيتين الأمامية والمتوسطة.

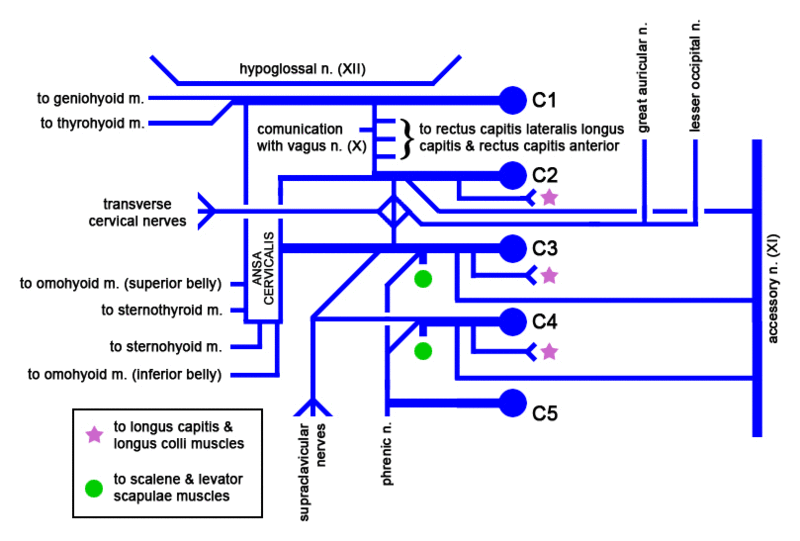
رسم توضيحي للضفيرة الرقبية

تعطي الضفيرة الرقبية من حلقاتها الثلاث شعباً حركية وأخرى جلدية وثالثة تفاغرية.

#### الشعب الحركية
هي كثيرة تعصب العضلات الآتية: العضلات بين النواتئ المعترضة الثلاثة الأولى، والعضلات أمام الفقرات، وأعلى العضلتين الأخمعيتين الأمامية والمتوسطة، وزاوية الكتف، والمربعة المعينية. كما تعطي شعبة تنزل إلى الأسفل فتتفاغر مع شعبة نازلة من العصب تحت اللسان الكبير، وتعطي شعبة هامة تسمى عصب الحجاب الحاجز.
- عصب الحجاب الحاجز (بالإنجليزية: Phrenic nerve): ينشأ من العصب الرقبي الرابع، وقد يأخذ أليافاً من العصبين الرقبيين الثالث والخامس، ثم ينزل مع العروق الحاجزية العلوية ضمن غمد الأخمعية الأمامية على وجهها الأمامي فيصالب الشريانين الرقبي المعترض والكتفي العلوي، ثم ينزل في أنسي الأخمعية الأمامية ويدخل الصدر وهنا تختلف مجاوراته في الأيمن عنها في الأيسر.

فينزل الحاجزي الأيمن خلف الوريد تحت الترقوة في وحشي العصب الرئوي المعدي الأيمن وعروة فيوسانس، ثم يصالب الشريان الثديي الباطن ويسير خلفه في وحشي الوريد العضدي الرأسي الأيمن، ثم يسير في وحشي الوريد الأجوف العلوي والتامور، ثم في وحشي الوريد الأجوف السفلي أمام سويقة الرئة اليمنى.
وينزل الحاجزي الأيسر أمام الشريان تحت الترقوة الأيسر ثم يصالب الشريان الثديي الباطن وقوس الأبهر أمام العصب الرئوي المعدي الأيسر، ثم ينزل في وحشي التامور وأمام السويقة الرئوية اليسرى حتى يصل الحاجز خلف ذروة القلب.

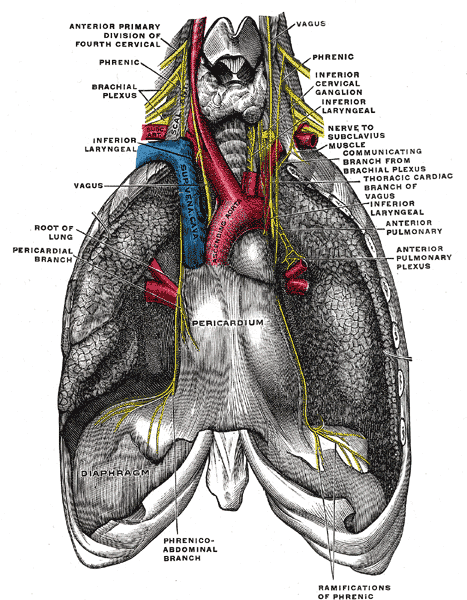
عصب الحجاب الحاجز وعلاقته بالعصب المبهم كلا الجهتين وغشاء التامور. ينتهي بالحجاب الحاجز (بالانجليزية: Diaphragm) حيث يتحكم عن طريقه بحركة النفس.

- شعب الحاجزي: يعطي الحاجزي ضمن الصدر شعباً جانبية تتوزع في غشاء الجنب والتامور. ثم تتوزع شعبه لدى وصوله إلى الحجاب الحاجز بصورة تختلف في الأيمن عنها في الأيسر.

فالحاجزي الأيمن يعطي شعبة أمامية تتوزع في حزم الحاجز الأمامية، ثم يجتاز الحاجز من الفوهة الأجوفية فيعطي شعباً لحزم الحاجز الخلفية، ثم ينقسم إلى شعب تتفاغر مع شعب الضفيرة الشمسية والأعصاب الوربية مكونة ضفير حاجزية فيها عقدة عصبية تسمى بالعقدة الحاجزية، فتعصب هذه الضفيرة (الحاجز والباريطون والكبد والكظر الأيمن).
ويعطي الحاجزي الأيسر شعباً لحزم الحاجز الأمامية والجانبية. ثم يجتاز الحاجز فيعطي شعباً لحزمه الخلفية ثم يتوزع إلى شعب تتفاغر مع شعب من الضفيرة الشمسية ومع الأعصاب الوربية وينتهي بعضها بالعقدة الهلالية اليسرى.
يتفاغر الحاجزي مع العصب تحت الترقوة ومع الضفيرة الودية الرقبية السفلى.

#### الشعب الجلدية
تسمى بالضفيرة الرقبية السطحية وهي أربع شعب: الخشائية، الأذنية، المعترضة، فوق الترقوة:
- الشعبة الخشائية: تنشأ من العروة الرقبية الثانية وتسير إلى الوحشي حتى الحافة الخلفية من العضلة القصية الخشائية فتخترق صفاقها وتسير على حافتها الخلفية إلى الأعلى والخلف ثم تنقسم إلى شعبتين أمامية وخلفية تتوزعان في لحف الناحيتين القفوية والخشائية.
- الشعبة الأذنية: تنشأ من العروة الرقبية الثانية، ثم تدور حول الحافة الخلفية من العضلة القصية الترقوية الخشائية، ثم تصعد عمودية نحو صيوان الأذن خلف الوريد الوداجي الظاهر، وتثقب الصفاق الرقبي السطحي وتسير سطحية. وتنقسم قرب زاوية الفك إلى شعبتين أمامية وخلفية.

فالشعبة الأمامية أذنية نكفية تنتهي في جلد الوجه الوحشي من صيوان الأذن والناحية النكفية والغدة النكفية. والشعبة الخلفية أذنية خشائية تنتهي في الوجه الأنسي من جلد الصيوان الأذني وفي الناحية النكفية، وتتفاغر مع الشعبة الخشائية.
- الشعبة المعترضة: تنشأ من العروة الثانية مصالبة الوريد الوداجي الظاهر. ثم تدور الحافة الخلفية من القصية الترقوية الخشائية وتسير أفقياً إلى الأمام وتخترق الصفاق السطحي، وتسير تحت اللفافة السطحية وتتوزع في العضلة الجلدية والناحيتين فوق اللامي وتحته. وتتفاغر مع شعبة من العصب الوجهي.
- الشعبة فوق الترقوة: تنشأ من العروة الثالثة أو من العصب الرقبي الرابع، ثم تنقسم إلى عدة شعب تسير إلى الأسفل والخلف في أنسي القصية الترقوية الخشائية ولدى وصولها للمثلث فوق الترقوة تسير سطحية فوق الترقوة وتتوزع في جلد النواحي: القصية الترقوية الخشائية، وفوق الترقوة وتحتها، وجلد الكتف.

#### الشعب التفاغرية
تسير 3 إلى 4 شعب من العصب الرقبي الرابع إلى العقدة الودية الرقبية الأولى، كما تسير شعبتان ضمن العضلتين القصية الترقوية الخشائية وشبه المنحرفة فتتفاغران مع العصب اللاحق وتأخذان حس العضلتين المذكورتين. كما تسير شعبتان مكونتين عصباً واحداً ينزل خلف الوداجي الباطن ويتفاغر في وحشيه مع شعبة من العصب تحت اللسان الكبير.

## الأهمية السريرية

### السكتة الدماغية
السكتة الدماغية (أو: الجلطة الدماغية - STROKE)، وكانت تعرف بالإنجليزية سابقا باسم حادثة وعائية دماغية (Cerebrovascular accident – CVA) تحدث عندما يتوقف، أو يتعرقل بشدّة، تدفق الدم إلى أحد أجزاء الدماغ، مما يحرم أنسجة المخّ من الأكسجين الضروري جدا ومواد التغذية الحيوية الأخرى. ومن جراء ذلك، تتعرض خلايا المخ للموت خلال دقائق قليلة.
السكتة الدماغية هي حالة طوارئ طبية، والعلاج الفوري لها أمر بالغ الحيوّية والأهمية، إذ يمكن من خلاله تقليل الأضرار للدماغ ومنع المضاعفات المحتملة ما بعد السكتة.
من حسن الحظ إنه بالإمكان معالجة السكتة الدماغية. إن رفع مستوى السيطرة على معظم عوامل خطر الإصابة بالسكتة الدماغية، مثل فرط ضغط الدم (Hypertension)، التدخين وفرط الكولسترول في الدم (High blood cholesterol)، هي السبب الرئيسي، على الأرجح، لانخفاض حالات السكتة الدماغية.

#### الوقاية من السكتة الدماغية
الوعي بعوامل الخطر واعتماد نمط حياة صحي هي الخطوات الصحيحة التي يمكن اتخاذها لتلافي الإصابة بسكتة دماغية.
إتباع أسلوب حياة صحي يشمل:
- معالجة فرط ضغط الدم (ضغط الدم المرتفع)
- تقليل استهلاك الأطعمة الغنية بالكولسترول والدهنيات
- تجنّب التدخين
- معالجة السكري
- المحافظة على وزن صحي
- ممارسة الرياضة بانتظام
- معالجة الضغوط النفسية
- تجنّب المشروبات الكحولية
- تجنّب المخدرات
- المحافظة على نظام غذائي متوازن وصحي

#### علاج السكتة الدماغية
تلقّي الإسعاف الطبي الفوري والعاجل فور الإصابة بالسكتة الدماغية هو أمر حيويّ وحاسم جدا. نوع العلاج يتعلق بنوع السكتة الدماغية.
- السكتة الدماغية الإقفاريّة (Ischemic stroke):

لمعالجة السكتة الدماغية الإقفارية، ينبغي على الأطباء استئناف تزويد الدماغ بالدم، بأسرع وقت ممكن.
علاج طوارئ بواسطة الأدوية -  ينبغي إعطاء أدوية لتشجيع تخثـّر الدم في غضون ثلاث ساعات منذ لحظة ظهور الأعراض الأولى للسكتة الدماغية. العلاج السريع لا يزيد فرص البقاء على قيد الحياة فحسب، بل يمكن أن يساعد أيضا في تقليل المضاعفات التي قد تنجم عن السكتة الدماغية.
الجراحة أو علاجات أخرى - قد يوصي الطبيب المُعالِج بإجراء عملية جراحية لفتح شريان المسدود، جزئيا أو كليا.
وتشمل هذه العمليات:
- فتح الشريان (CEA)
- تثبيت دعامة شبكية مرنة (stent) داخل التضيق (CAS)
- السكتة الدماغية النّزْفِيّة (Hemorrhagic stroke)

 قد تكون الجراحة مفيدة في معالجة السكتة الدماغية النزفيّة أو في منع السكتة الدماغية المقبلة. الإجراءات الأكثر انتشارا - بَضع أمهات الدم (Aneurysm clipping) وإزالة الأوعية الدموية المشوهة (AMV)– ليست عديمة المخاطر.
يمكن أن يوصي الطبيب بأي من هذه الإجراءات إذا كان الشخص يواجه خطرا كبيرا ومتزايدا لتكوّن أمهات الدم أو تمزق أوعية دموية:
- بَضع أمهات الدم (Aneurysm clipping)
- جَدْل / لَفّ أو ربط (سَدّ أمّ الدمّ)
- إزالة الأوعية الدموية المشوهة

### الصرع
(Epilepsy) هو خلل في نقل الشارات الكهربائية في داخل الدماغ. وبالرغم من أن الاعتقاد الشائع هو إن مرض الصرع يسبب دائما نوبة من الحركة اللا إرادية وفقدان الوعي، إلا إن مرض الصرع، في الحقيقة، يظهر بصور متنوعة جدا. إن الحالات التي تظهر فيها علامات المعروفة بالنوبة الصرعيّة تكون، على الأغلب، ضمنية، تثير أحاسيس غريبة، حساسية زائدة وتصرفات شاذة. بعض المصابين بمرض الصرع يحدقون في الفضاء لمدة ما عندما تصيبهم النوبة، بينما يعاني آخرون من اختلاجات وتشنجات حادة.
واحد من كل مئة شخص في الولايات المتحدة عانى، خلال حياته، من نوبة صرعيّة لا يمكن تفسيرها. لكن ظهور نوبة صرعية لمرة واحدة لا تشكل مؤشرا على وجود مرض الصرع. فأشخاص كثيرون، الأطفال الذين يعانون كثيرا من الحمّى مثلا، قد يعانون من نوبة صرعية لمرة واحدة. أما إذا تكررت الحالة وأصيب شخص ما بنوبتين صرعيّتين فإن احتمال التعرض لنوبة أخرى ثالثة يرتفع بصورة جدية جدا. ثمة حاجة إلى نوبتين صرعيتين، على الأقل، من أجل تشخيص مرض الصرع.
يظهر مرض الصرع، بشكل عام، في مرحلة الطفولة أو لدى البالغين فوق سن 65 سنة. ومع هذا، قد يظهر مرض الصرع في أية مرحلة عمرية. علاج الصرع الصحيح والمناسب يمكن أن يجنّب المريض النوبات الصرعيّة، أو أن يقلل، على الأقل، وتيرة حدوثها ودرجة حدّتها. بل إن كثيرين من الأطفال والأولاد المصابين بالصرع يتعافون ويشفون منه، في مرحلة البلوغ.

#### علاج الصرع
يتم علاج مرض الصرع لدى معظم الأشخاص بفضل استعمال دواء واحد يكبح النوبات. وفي المقابل، قد يزداد عدد النوبات، حدتها وخطرها لدى آخرين، من جراء تناول الأدوية.
أكثر من نصف الأولاد الذين تلقوا العقاقير من اجل علاج الصرع قد يستطيعون في نهاية المطاف التوقف عن تناول الأدوية ليعيشوا حياة طبيعية بدون نوبات. عدد كبير من البالغين الذين يعانون من الصرع سيكون بمقدورهم، هم أيضا، التوقف عن تناول الأدوية في حال مرور أكثر من سنتين على النوبة الأخيرة.
علاج الصرع بالدواء الصحيح والجرعة المناسبة قد يكون مهمة معقدة. من المرجح أن يوصي الطبيب المعالج بدواء محدد ووحيد بجرعة قليلة نسبيا، ثم يزيد الجرعة بصورة تدريجية حتى يصبح بالإمكان التحكم بالنوبات. وإذا ما جرّب مريض ما بالصرع تناول عقارين منفردين دون جدوى، فقد يوصي الطبيب المعالج بدمج العقارين معا.
كل العقاقير المضادة لنوبات الصرع لها أعراض جانبية قد تشمل: التعب الخفيف، الدوخة وازدياد الوزن. وقد تظهر، أيضا، أعراض أكثر حدة منها: الاكتئاب، الطفح الجلدي، فقدان التناسق الحركيّ، مشاكل في التحدث والكلام والتعب الشديد.
من أجل تحقيق الضبط  الأقصى للنوبات الصرعية، ينبغي تناول العقاقير طبقا لما يصفه الطبيب، بالضبط. كما ينبغي المحافظة على اتصال وتشاور دائمين مع الطبيب المعالج، لدى تناول أية أدوية أخرى، أي كان نوعها. ومن الممنوع إطلاقا التوقف عن تناول الأدوية التي وصفها الطبيب المعالج بدون استشارته.
وفي حال لم يجد علاج الصرع بالأدوية لكبح النوبات نفعا أو لم تحقق نتائج مرضية، قد يوصي الطبيب بطرق علاجية أخرى، مثل المعالجة الجراحية أو المعالجة الإشعاعية أو الحمية الغنية بالدهون.

### الزهايمر
(يسمى، أيضا: العَتَه / الخَرَف الكَهليّ - presenile dementia) هو السبب الأكثر شيوعا للخرف. يؤذي المهارات العقلية والاجتماعية مما يؤدي إلى إعاقة الأداء اليومي في الحياة العادية. مرض الزهايمر عبارة عن ضمور في خلايا المخ السليمة يؤدي إلى تراجع مستمر في الذاكرة وفي القدرات العقلية / الذهنية.
مرض الزهايمر ليس مرحلة طبيعية من مراحل الشيخوخة، لكن احتمال الإصابة به يتزايد مع تقدم العمر. نحو 5% من الناس في سن 65 - 74 عاما يعانون من مرض الزهايمر، بينما نسبة المصابين بالزهايمر بين الأشخاص الذين في سن 85 عاما وما فوق تصل إلى نحو 50%.
على الرغم من أن الزهايمر هو مرض عضال لا شفاء منه، إلا إن هنالك علاجات قد تحسن جودة حياة مَن يعانون منه. فالمرضى المصابون بمرض الزهايمر، وكذلك الأشخاص الذين يتولّون رعايتهم، بحاجة إلى دعم العائلة والأصدقاء من أجل النجاح في مقاومة الزهايمر.

#### علاج الزهايمر
علاج الزهايمر، حتى الآن. أطباء الأعصاب يصفون في بعض الأحيان أدوية للحد من الأعراض التي غالبا ما تصاحب مرض الزهايمر، بما في ذلك عدم القدرة على النوم، التخبط، القلق، الأرق والاكتئاب. لكن نوعين فقط من الأدوية ثبتت نجاعتهما في إبطاء التدهور العقلي الناجم عن مرض الزهايمر وهما من مثبطات إنزيم كولِينِسْتيراز (Cholinesterase): ميمانتين (Memantine) وناميندا (Namenda).

#### الوقاية من الزهايمر
التجارب التي أجريت على البشر للتطعيمات ضد مرض الزهايمر، أُوقِفَت قبل بضع سنوات، لأن بعض المشاركين في التجارب ممن حصلوا على اللقاح أصيبوا بالتهاب حاد في الدماغ.
مع ذلك، يمكن تقليل خطر الإصابة بمرض الزهايمر، مثلما نقلل من خطر الإصابة بأمراض القلب. العديد من العوامل التي تزيد خطر الإصابة بأمراض القلب قد تزيد من خطر العته. العوامل الأساسية هي: ضغط الدم المرتفع ومعدلات الكوليسترول والسكر في الدم.
كما إن المواظبة على النشاط البدني والعقلي والاجتماعي من شأنها أن تقلل مخاطر الإصابة بمرض الزهايمر.

### التصلب اللويحي
هو مرض يؤدي في كثير من الأحيان إلى الإنهاك، إذ يقوم جهاز المناعة في الجسم بإتلاف الغشاء المحيط بالأعصاب، ووظيفته حمايتها. هذا التلف أو التآكل للغشاء يؤثر سلبا على عملية الاتصال ما بين الدماغ وبقية أعضاء الجسم. وفي نهاية المطاف، قد تصاب الأعصاب نفسها بالضرر، وهو ضرر غير قابل للإصلاح.
أعراض التصلب اللويحي مختلفة ومتنوعة، حسب الأعصاب المصابة وشدّة الإصابة. في الحالات الصعبة، يفقد مرضى التصلب اللويحي (MS) القدرة على المشي أو التكلم. أحيانا، من الصعب تشخيص المرض في مراحله الأولى، لأن الأعراض غالبا تظهر ثم تختفي، وقد تختفي لعدة أشهر.
مرض التصلب المتعدد (MS) قد يظهر في أي عُمْر، لكنه في العادة يبدأ بالتطور في سن ما بين 20 - 40 عاما. كما أن المرض يصيب النساء بشكل أكبر من الرجال.

#### علاج التصلب المتعدد
لا علاج شاف للمرض. علاج التصلب اللويحي يتركز، إجمالا، في مقاومة (معالجة) رد الفعل المناعي الذاتي والسيطرة على الأعراض. هذه الأعراض تكون، لدى بعض المرضى، خفيفة وبسيطة جدا إلى درجة إنه لا حاجة لأي علاج لها، قطعيا.

#### العلاج بالادوية
الأدوية المتداولة والمعروفة لمعالجة هذا المرض تشمل:
- كورتيكوستيرويد (corticosteroid)، وهو العلاج الأكثر انتشارا لمرض التصلب المتعدد، إذ يحاصر ويقلص الالتهاب الذي يشتدّ، عادة، عند النوبات
- إنترفيرون (enterperone)
- غلاتيرمر (Glatiramer)
- ناتاليزوماب (natalezomab)
- ميتوكسينوترون (metoxenotrone)

### الوهن العضلي الوبيل
قالب:مفصله
عند الإصابة بمرضالوهن العضلي الوبيل(Myasthenia gravis) تتضرر، بشكل كبير ومزمن، قدرة العضلات على الاستجابة للإشارات التي تصل إليها من أطراف الخلايا العصبية.
الوهن العضلي الوبيل هو مرض نادر الحدوث، لا يصيب إلا نسبة ضئيلة جدا من الناس. قد تحدث الإصابة بمرض الوهن العضلي الوبيل في أية مرحلة من العمر، إلا أنه ينتشر كثيرا بين النساء في الأجيال ما بين 20 و 40 عاما، ولدى الرجال فوق سن الخمسين عاما. في حالة العضلات السليمة، يتم التحكم بحركة العضلة وتوجيهها بواسطة إشارات كيميائية تفرزها الخلايا العصبية الموجودة بمحاذاة العضلة. تقوم هذه الإشارات العصبية بتحفيز الخلايا العصبية على إفراز ناقل عصبي خاص، يدعى «أسيتيل كولين» (Acetylcholine). يتم إفراز هذا العامل (Factor) إلى الفراغ الموجود بين الخلايا العصبية وبين العضلة نفسها، حيث يقوم بالارتباط بمستقبلات خاصة موجودة على سطح العضلة ويؤدي إلى تقلص العضلة.
مرض الوهن العضلي الوبيل هو مرض مناعة ذاتية (Autoimmune disease) يقوم الجهاز المناعي (Immune system) في الجسم، خلاله، بمهاجمة نفسه. في مثل هذه الحالات، يحدد الجهاز المناعي بعض خلايا الجسم على أنها «عناصر غريبة خارجية» وينتج أضداد (أجسام مضادة – Antibodies) لها. عند الإصابة بمرض الوهن العضلي، يقوم جهاز المناعة بمهاجمة مستقبلات الـ «أسيتيل كولين» ولا يسمح لها باستقبال الإشارة المرسلة من الخلايا العصبية ونقلها إلى العضلة. ويتعرض جزء من مستقبلات الأسيتيل كولين إلى الإبادة التامة، بينما تتم محاصرة الجزء الآخر ومنعه من نقل الإشارة. هذا الوضع يؤدي، في المحصلة النهائية، إلى حالة لا يمكن معها لعضلات الجسم أن تتقلص، ثم تصبح ضعيفة وواهنة جدا ومؤلمة.
المجموعة الأولى من العضلات التي تتأثر من جراء الإصابة بمرض الوهن العضلي هي مجموعة العضلات المسؤولة عن مراقبة عملية الرؤية والأداء السليم للعينين. عند حصول الإصابة بمرض الوهن العضلي الوبيل، يشعر المرء بضعف ما في عضلات الوجه، وخاصة في منطقتي الفم والبلعوم. هنا، تتحول عمليتا البلع والابتسام إلى مهمتين صعبتين جدا ومتعبتين بالنسبة للمريض. خلال ساعات النهار، تبدأ أعراض الوهن العضلي الوبيل بالتفاقم والاشتداد، وذلك نتيجة للاستخدام الكثير للعضلات خلال النهار، بل إن الكثيرين من المرضى سرعان ما يشعرون بالتعب المتراكم والآلام الحادة مع اقتراب انتهاء النهار. في بعض الحالات الشاذة والحادة، من الممكن أن يؤثر المرض على العضلات المسؤولة عن التنفس، مما يستدعي الحاجة إلى الاستعانة بآلات طبية للمساعدة في عملية التنفس.

### الألم العصبي
يمكن الإحساس بالألم في الجسم من خلال آليتين رئيسيتين: الأولي، هي الألم الذي نشعر به عندما يكون هنالك ضرر في جهاز معين أو في نسيج ما، مثلما يحدث بعد تلقى ضربة، أو التعرض لحرق، جرح أو وقوع ضغط ما على الجسم، وهذا النوع من الألم يسمى «مستقبلة الأذية» (nociceptive). النوع الثاني هو ألم من مصدر عصبي، أو من اعتلال عصبي (neuropathy) وهو يظهر نتيجة لإصابة  في أحد أعضاء الجهاز العصبي، بما في ذلك الدماغ، الحبل الشوكي والأعصاب المحيطية. وقد يكون الألم العصبي ألما قصير الأمد، لفترة قصيرة ومحدودة، لكنه يكون في الغالب ألما طويل المدى ويسبب آلاما مزمنة ومتواصلة.
الأعصاب الحسية تنقل المعلومات الحسية من جميع أجزاء الجسم إلى الدماغ حيث تتم معالجتها وإعطاؤها المعنى الملائم لها. كل نوع من الأعصاب المحيطية ينقل نوعا مختلفا من الإحساس، بما  في ذلك اللمسة الخفيفة، اللمس العميق والألم، درجة الحرارة وموقع العضو نسبة إلى الجسم والحيز الأوسع. والألم العصبي غالبا ما ينجم عن ضرر في الأعصاب التي تنقل الألم أو درجة الحرارة.

#### علاج الألم العصبي
علاج الألم العصبي هي مهمة معقدة وتتطلب استخدام الأدوية التي لا تستخدم عادة لمعالجة الأوجاع. كما أن الاهتداء إلى العلاج المناسب لكل حالة، على حدة بسبب اختلاف الحالات عن بعضها البعض، يحتاج إلى كثير من الوقت وكذلك اختيار توليفة البدائل العلاجية الأكثر فائدة ونجاعة.
الأدوية:
- مضادات الاختلاج (Anticonvulsant): من الشائع استخدام هذه الأدوية، إجمالا، في معالجة مرضى الصرع وغيرها من الحالات التي يتخللها الاختلاج، لكن هذه الأدوية فعالة وناجعة في معالجة أنواع معينة من الألم العصبي.
- مضادات الاكتئاب (Antidepressants): هذه الأدوية تخفف من حدة الألم بشكل مباشر، تحسّن جودة النوم لدى الذين يعانون من آلام مزمنة وتخفف من الاكتئاب الناجم عن الألم. كما يمكن، أيضا، استخدام الأدوية الثلاثية الحلقات (Tricyclic)، مثبطات إعادة امتصاص السيروتونين (Serotonin reuptake  inhibitors - SRI) والنورأبينفرين (Norepinephrine).
- أدوية أفيونية المفعول (Opioids): وتسمى هذه الأدوية، أيضا، بالأدوية المخدرة، وهي أكثر الأدوية نجاعة المتوفرة اليوم لمعالجة الألم بشكل عام. وهنالك، أيضا، أدوية أفيونية المفعول أقل قوة، من حيث تأثيرها ومن حيث الآثار الجانبية المترتبة عنها.
- العلاج الموضعي:  يعطى العلاج بواسطة لاصقة، هلام أو مرهم، ويحتوي على مركب من مخدر موضعي يخفف الألم.

ومن الممكن، بالطبع، استخدام الأدوية المعدة لتسكين الأوجاع العادية والعامة، مثل مضادات الالتهاب اللاستيرويدية والباراسيتامول (Paracetamol)، رغم أن هذه الأدوية لا تحل المشكلة بشكل نهائي، في أغلب الأحيان.

##### الحقن
- الإحصار العصبي (Nerve block): في هذا العلاج يتم حقن مادة خاصة في العصب مباشرة، تؤدي إلى وقف نقل وتدفق الإشارات العصبية، مما يؤدي إلى وقف الإحساس بالألم. بهذه الطريقة قد يتضرر أي إحساس يصل من هذا العصب.
- علاج مباشر إلى الحبل الشوكي - يتم هذا العلاج بإدخال إبرة إلى النخاع الشوكي وبواسطتها يتم إدخال الدواء باستخدام مضخة من قبل المريض.

##### الجراحة
- تخفيف الضغط عن العصب (Decompression): في هذا العلاج يتم تخفيف الضغط الواقع على العصب سعيا إلى أن يؤدي ذلك إلى تخفيف الألم.
- تحفيز النخاع الشوكي (Spinal Cord Stimulation) / تحفيز العصب المحيطي (Peripheral Nerve Stimulation): في هذا العلاج يتم إدخال إبرة بحيث يتم بواسطتها إعطاء تنبيه / تحفيز كهربي للعصب أو للنخاع الشوكي. التحفيز الكهربائي يزيل الإحساس بالألم الذي ينتقل عن طريق العصب المصاب، وبدلا منه يتولد إحساس آخر يشبه التقريص الخفيف.

## صور إضافية

الجهاز العصبي في الإنسان
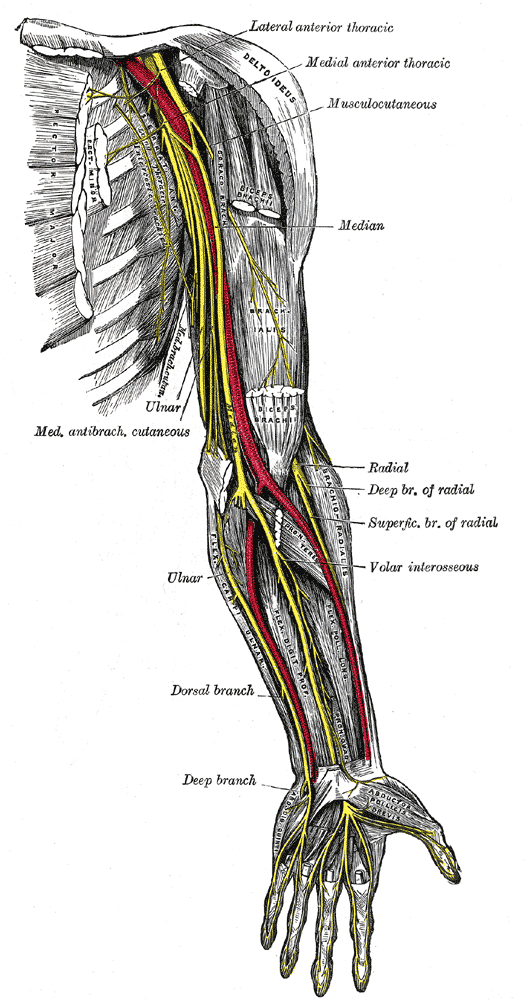
مثال على الأعصاب في الطرف العلوي (الذراع)